# Constable (Nueva York)
Constable es un pueblo ubicado en el condado de Franklin en el estado estadounidense de Nueva York. En el año 2000 tenía una población de 1.428 habitantes y una densidad poblacional de 16.8 personas por km².

## Geografía
Constable se encuentra ubicado en las coordenadas 44°56′27″N 74°17′26″O / 44.94083, -74.29056.

## Demografía
Según la Oficina del Censo en 2000 los ingresos medios por hogar en la localidad eran de $31,029, y los ingresos medios por familia eran $36,488. Los hombres tenían unos ingresos medios de $27,955 frente a los $21,354 para las mujeres. La renta per cápita para la localidad era de $14,149. Alrededor del 16.4% de la población estaban por debajo del umbral de pobreza.